# Stregoneria italiana

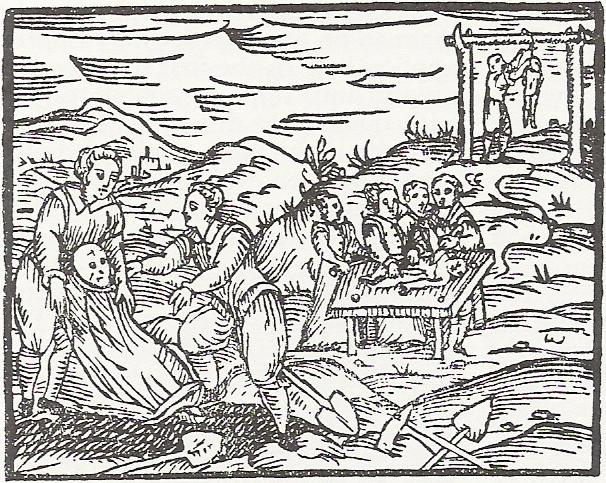
Ill. n. 22 in Compendium maleficarum di Francesco Maria Guaccio (1608): donne preparano un rituale di stregoneria imbastendo dei fantocci.

Con il termine stregoneria italiana si indicano tutti quei culti pagani sopravvissuti a lungo nella penisola italiana in epoca cristiana, progressivamente scomparsi o cristianizzati nel tempo, che sono stati recuperati negli ultimi decenni, grazie a dati storici, antropologici e folcloristici, per dare vita anche nella penisola italiana ad una forma di ricostruzionismo stregonesco neopagano moderno denominato «stregheria».

## Aspetti storici e storiografici
Le fonti sono antiche e numerose: già nel Canon episcopi, risalente probabilmente al 906, si parlava di streghe collegandole al culto di Diana. Le notizie più antiche su credenze pagane associate alla stregoneria si trovano in una Vita di S. Damaso dove si parla di un sinodo romano in cui la scomunica avrebbe minacciato «feminas illas quae, illusae a demone, nocte super animalia ferri atque una cum Herodiade circumnavigari (credunt)».

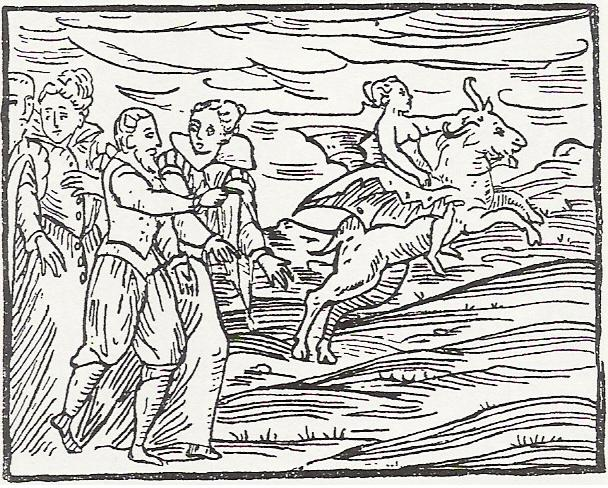
Ill. n. 13 in Compendium Maleficarum (1608)

Si trovano dei riferimenti alle donne che credono di andare in giro la notte sopra certi animali in compagnia di Erodiade anche nel De spiritu et anima, attribuito a S. Agostino, ma ritenuto apocrifo.
Nel 1390 vengono condannate a morte, a Milano, Pierina de Bugatis e Sibilla Zanni, per il culto rivolto a un'entità che gli inquisitori ricollegano a Diana, detta «Madona Horiente» e collegata alla stregoneria.
Sempre nel nord Italia riscontriamo ulteriori prove di queste pratiche, come nel processo celebrato a Bressanone nel 1457, dove il vescovo, Niccolò Cusano, si trovò a dover giudicare tre vecchie della Val di Fassa che adoravano una «bona domina» chiamata Richella, cioè la madre della ricchezza e della buona sorte. Più in generale, per le Alpi italiane è stato posto in luce l'importanza delle conflittuali relazioni sociali per l'originarsi delle accuse di stregoneria.
Riguardo al nome della dea che guida la schiera di donne, l'utilizzo frequente del nome di Diana fa pensare, secondo lo storico Carlo Ginzburg, a una interpretatio romana suggerita dagli inquisitori, che fornisse ai chierici un filo per orientarsi nell'intricato labirinto delle credenze locali.
Nel folclore italiano si trova spesso una rimanenza di queste credenze, ad esempio in quello romano si riscontra nuovamente la figura di Erodiade, che, nella notte di san Giovanni, si diceva chiamasse a raccolta le streghe sui prati del Laterano.
Nelle tradizioni popolari del Veneto, inoltre, troviamo un'altra figura femminile, ricollegabile a Erodiade, ma anche alle figure di Holda e Perchta, la Redodesa, che, secondo la tradizione, l'ultima notte delle dodici che intervengono tra il Natale e l'Epifania, passa il Piave seguita dai suoi dodici figli, i Redodesegoti. La Redodesa viene rappresentata come una donna bellissima d'aspetto e implacabile nelle intenzioni. Secondo le leggende, al momento del suo passaggio, le acque impetuose del fiume si fermano, si calmano, e dopo il suo passaggio sulla riva nascono certi fiori che verranno raccolti la mattina e conservati tutto l'anno come portafortuna. Successivamente si reca di casa in casa a controllare che le donne abbiano finito di filare tutta la canapa, il lino e la lana dell'anno precedente e che abbiano rassettato la casa come si conviene prima dell'Epifania. Per le buone saranno allora benedizioni per l'anno entrante, per le cattive, invece, punizioni e disgrazie.

### Gli Dei

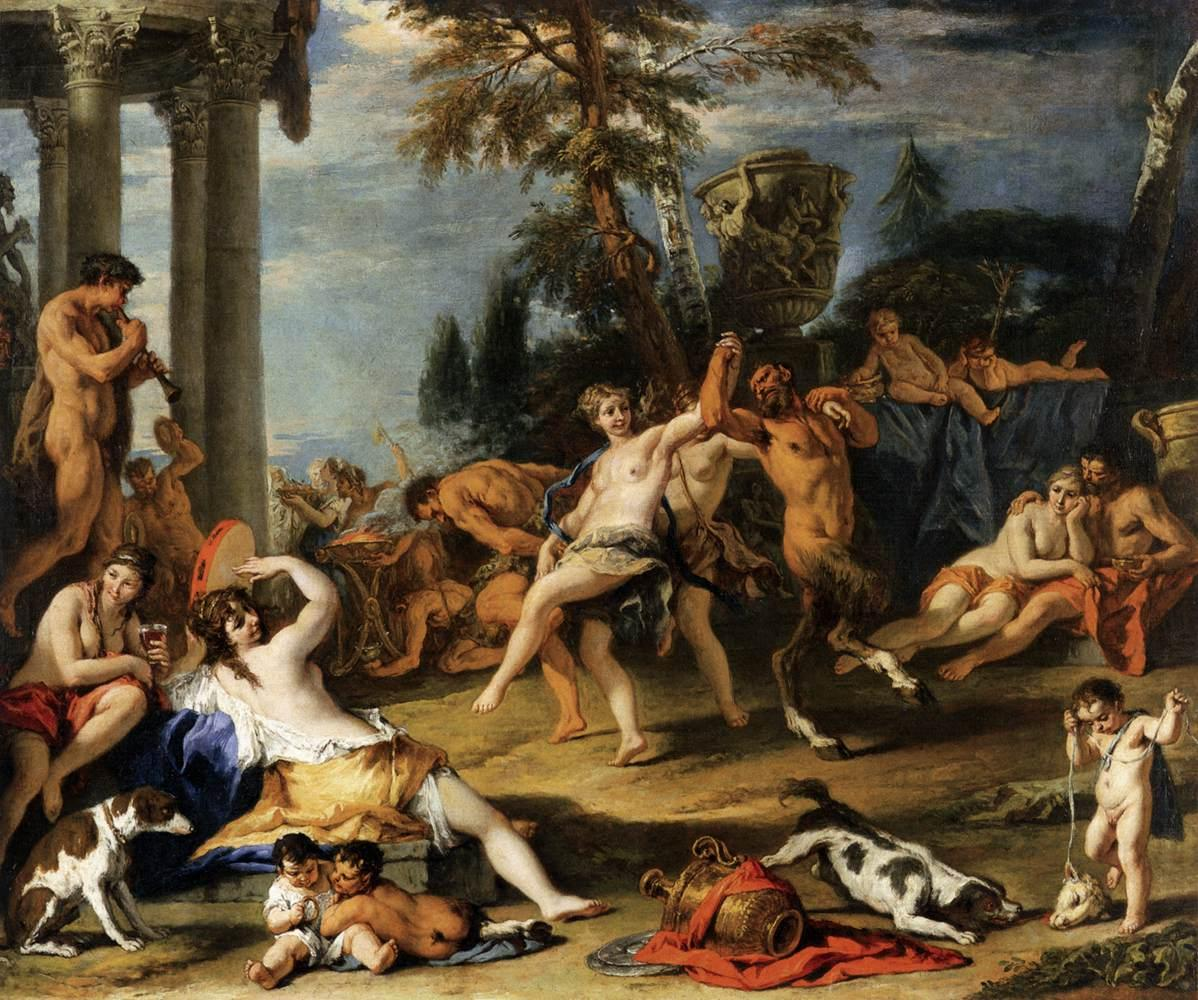
Baccanale in onore di Pan (olio su tela di Sebastiano Ricci, 1716, Gallerie dell'Accademia di Venezia), ispirato al mito dell'Arcadia.

La stregoneria italiana contiene al suo interno differenze regionali, e quindi ogni località sarà associata a divinità diverse, dipendenti dalle influenze che differenti popoli hanno avuto su ogni specifica area.
Per comprendere quali fossero queste differenze, è utile analizzare il substrato pagano che sottostà a diverse usanze folcloristiche.
Attraverso questo approccio, si è visto che ciascuna regione è legata a differenti deità, ad esempio le origini di figure, feste e superstizioni campane fanno riferimento ai culti di Ecate, Cibele, Iside, Diana, Mefite, Pan e Bellona.
Per quanto riguarda la Sicilia, invece, la stregoneria viene associata alle "donne di fora", erano creature leggendarie dalle sembianze di fate. La presenza di elfi, unica in Italia e in Europa meridionale, accomuna la Sicilia al folclore e in particolare alla mitologia delle isole britanniche. Era credenza che le "Signore" costituissero una società di 33 potenti creature, le quali erano sotto la dipendenza di una “Fata Maggiore” (anche chiamata “Mamma Maggiore”e "Savia Sibilla"), che si trovava a Messina.
Per quanto concerne invece il Lazio, la permanenza della figura di Cupido è attestata ancora negli anni 1950-1960, riferisce infatti Aldo Onorati, nel suo libro Magia Nera e Riti Satanici nei Castelli Romani, di una donna che teneva la sua statua sul comò e sotto il letto.
La Sardegna, invece, sarebbe associata al culto della Grande Madre, di Dioniso e di Maimone.

### Gli spiriti

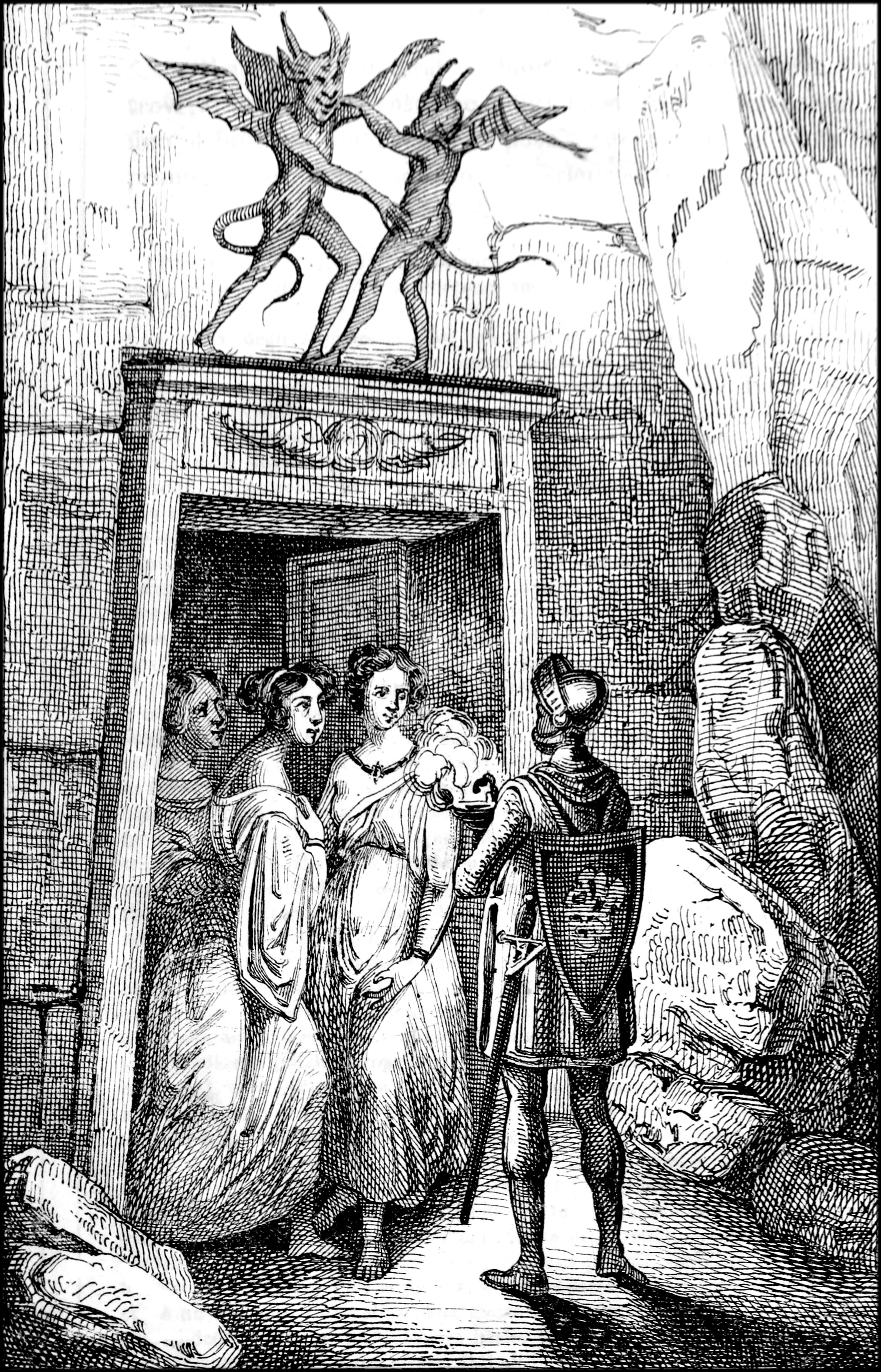
Spiritelli sulla soglia delle fate sibilline, da un'illustrazione del Guerrin Meschino (1473)

In antichità la gente credeva e spesso venerava gli spiriti della natura e quelli dei propri Antenati.
Ad esempio, nel folclore campano ritroviamo la figura del Munaciello, una creatura che compare e scompare periodicamente nelle case, vestito di nero con un cappellino rosso in testa e le fibbie d'argento sulle scarpe, probabilmente discendente dai Lari, o descrizione di uno spirito elementale; la Manalonga, uno spirito femminile ingannevole delle Acque, che secondo la tradizione abita nei fossi e trascina nel fondo chi osa sporgersi, probabilmente derivante dalle Sirene; e l'Uria, lo Spirito delle Case che può fare la fortuna o la rovina degli inquilini se li prende bene o a malvolere, collegabile con i Penati dei Romani.
Nel Lazio, invece, si crede nel lenghelo. Secondo la leggenda ha un aspetto alto e longilineo, da cui il nome lenghelo, cioè "lungo" o "allungato". Spiritello dispettoso ma non malvagio, secondo la tradizione popolare si può osservare in varie situazioni: cammina sulle scale di legno, oppure si nasconde nei sottoscala. Disturba con scherzi coloro che non rispettano i propri familiari o semplicemente le persone a lui antipatiche letteralmente saltando loro sulla pancia durante il sonno. Inoltre, nasconde o rompe piccoli oggetti nella casa, ma può anche far trovare soldi o dare numeri vincenti al lotto. I lengheli sono divisi in tre tipi: quelli della casa, quelli del bosco e quelli dell'orto e della frutta. I lengoletti dei boschi, chiamati così per distinguerli dagli altri, sono descritti come spiriti cattivi, in quanto confondono i sentieri agli esseri umani e spaventano gli animali che ci vivono. Quando il bosco è cupo e silenzioso, uccelli non volano e non cantano, né si incontrano animali, è segno che quello è il territorio di un lenghelo.
Il lenghelo delle vigne e degli orti è invece uno spiritello delle campagne che ruba spesso la frutta. Il lenghelo ha vari nomi a seconda dei luoghi: lenghelu a Marino, lengheretto ad Ariccia e lengheru neru a Grottaferrata, quest'ultimo, a differenza degli altri, era lo spirito a guardia di un tesoro. La figura del lenghelo è parallela a quella del Genius Loci dell'antica Roma e, nel caso del lenghelo delle case, a quella dei Penati.

## Rituali e pratiche

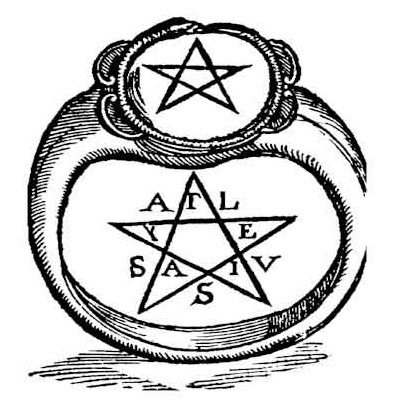
Disegno di un pentagramma su un anello da Crotone, Calabria, tratto da Immagini degli Dei antichi (Vincenzo Cartari, 1647)

La tradizione popolare vuole che le streghe italiane celebrassero alcuni giorni, chiamati Sabba, Corso, Strigozzo, Gioco o Tregende. I giorni specifici cambiavano da regione a regione, infatti talvolta potevano essere in concomitanza con eventi naturali (come la luna piena), altre volte in particolari giornate. Il Sabba in Italia si teneva in date diverse dai Sabba anglosassoni di Roodmas (Primo maggio), Allhallow (31 ottobre), Candlemas (2 febbraio) e Lemmas (1 agosto), che comunque non erano estranei alla tradizione italica, come dimostrano le feste popolari di Ognissanti, l'Orsa della Candelora e il Maggio Arboreo.
Il giorno prediletto per il Sabba nostrano era il giovedì, da cui deriva il nome delle streghe venete (zobìane o zòbie), poiché era libero dai tabù della Nuova Religione. I raduni magici erano poi strettamente legati ad alcune date della cristianità, e in particolare alle Tempora; il mercoledì, il venerdì e il sabato di quattro periodi dell’anno dedicati all’astinenza e alla preghiera che, secondo il calendario gregoriano, coincidevano con la seconda domenica di Quaresima, la prima settimana successiva alla Pentecoste, la terza settimana di settembre e il periodo dell’Avvento.
La maggioranza dei praticanti della stregoneria italiana credeva che la magia potesse avere effetti sulla realtà. Si praticava spesso il culto di Dei, degli Antenati, degli Spiriti e a volte dei Santi.
Storicamente, era consuetudine utilizzare un unguento composto da piante allucinogene o stupefacenti per effettuare il volo tipico della strega. Secondo alcuni studiosi, tuttavia, il volo altro non era che un'allusione al viaggio sciamanico riscontrabile in molte culture.
Un'alternativa all'unguento era il viaggio in sogno, praticato nella tradizione friulana dei Benandanti.
Veniva poi utilizzata l'idromanzia come ulteriore modalità per porsi in comunicazione con il mondo degli spiriti.
Venivano inoltre eseguite divinazioni e pratiche oracolari.

## Festività

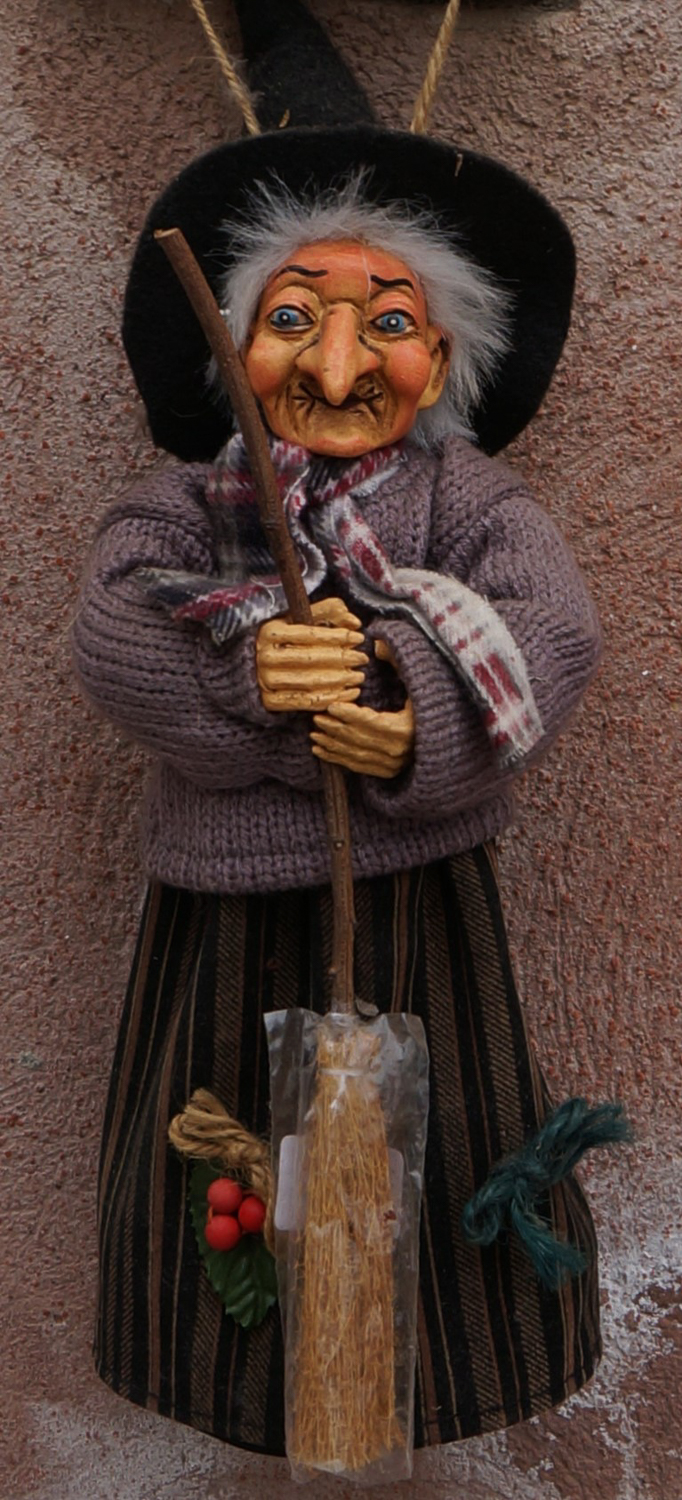
Iconografia popolare della Befana.

Nonostante alcuni autori moderni che provano a ricostruire il culto antico tendano a far coincidere le date delle festività della stregoneria italiana con gli 8 sabba del neopaganesimo (secondo il modello della Ruota dell'anno), non vi è alcuna prova storica della veridicità di questo calendario in tempi passati, ed è quindi probabile che derivino da un'influenza del druidismo e della wicca. Va però anche sottolineato come 4 delle 8 festività sopra indicate, coincidano più o meno con i periodi dei solstizi e degli equinozi, già celebrati nell'antichità pagana (basti ricordare le celebrazioni del Sol invictus in età romana, poi confluite nelle celebrazioni del Natale; o le pratiche della notte di San Giovanni Battista che avevano ben poco di cristiano). 
Tra le altre festività bisogna ricordare come Calendimaggio e Ognissanti (e il periodo dei morti) cioè i due maggiori festival di Beltane e Samhain nel neopaganesimo e di derivazione indubbiamente celtica, fossero festività comunque molto sentite in Italia, come attestano anche oggi le numerosissime testimonianze presenti nel folklore, festività accompagnate di nuovo da pratiche magico-sincretiche. D'altra parte, tali festività sono attribuibili maggiormente a una pratica sociale, piuttosto che alla pratica stregonesca antica. Non a caso, nello stesso folclore vi sono giorni specifici in cui difendersi dalle streghe, e questo, implicitamente, fa presupporre che in quelle occasioni i praticanti si riunissero e che tali fossero le date dei sabba, piuttosto che le feste popolari. Ciò sarebbe confermato dai dati che derivano dall'analisi delle testimonianze degli inquisiti, i quali non riportano mai un calendario unificato simile a quello della Ruota dell'anno neopagana, ma ci fanno capire come le festività si differenziassero, a seconda della regione, in specifiche giornate, come la già citata notte di San Giovanni, i pleniluni o le tempora, mentre in altri casi addirittura la cadenza era settimanale.
Un ulteriore aspetto che differenziava la stregoneria dalle rimanenze folcloriche sociali era la predilezione per una specifica e singola entità a cui i praticanti si rivolgevano in queste celebrazioni, piuttosto che a una moltitudine di dèi o di santi. Ciò è dimostrato dalle testimonianze di culti esclusivi verso la bona domina venerata dal singolo gruppo, che, a seconda del caso, coincideva con Diana, Richella, Erodiade, Horiente o altre figure.

### Esplicative
1. ↑  «Né bisogna dimenticare che certe donne depravate, le quali si sono volte a Satana e si sono lasciate sviare da illusioni e seduzioni diaboliche, credono e affermano di cavalcare la notte certune bestie al seguito di Diana, dea dei pagani, e di una moltitudine di donne; di attraversare larghi spazi di terre grazie al silenzio della notte e ubbidire ai suoi ordini e di essere chiamate alcune notti al suo servizio».
2. ↑  Un'antica usanza di Aidomaggiore, sicuramente pre-cristiana, era quella de Su Maimone. Nelle annate siccitose i ragazzi aiutati dai grandi realizzavano una specie di barella costituita da due canne incrociate ed al centro veniva sistemata una corona di piante di pervinca. Questo simulacro, che doveva rappresentare la divinità della pioggia (Maimone), veniva portato in processione per tutte le vie del paese. Lo stuolo di ragazzi cantava:
«Maimone Maimone

Abba cheret su laore

Abba cheret su siccau

Maimone laudau.»

Al suono dei canti dei ragazzi, la gente veniva fuori dalle case e con dei catini aspergevano l'acqua sul Maimone e spesso bagnavano anche i ragazzi. Questo rituale è ancora svolto, questo è un video di un rituale "Su Maimone" eseguito nel 2000.

### Bibliografiche
1. 1 2 3 4 5 6  Ginzburg 2008.
2. 1 2 3  Ginzburg 2002.
3. 1 2   Dolores Turchi, Lo sciamanesimo in Sardegna, Roma, Newton & Compton, 2001.
4. 1 2  G. Bonomo, Caccia alle streghe: la credenza nelle streghe dal secolo XIII al XIX con particolare riferimento all'Italia, Palermo, Palumbo, 1959.
5. ↑  E. Verga. Intorno a due documenti inediti di stregheria milanese del sec.XIV, Rendiconti del regio istituto storico-lombardo di scienze e lettere, s. 2°, 32, 1899.
6. ↑  Vincenzo Lavenia,  The Alpin Model of Witchcraft: The Italian Context in the Early Modern Period, in Marco Bellabarba, Hannes Obermair e Hitomi Sato (eds.), Communities and Conflicts in the Alps from the Late Middle Ages to Early Modernity (Fondazione Bruno Kessler. Contributi/Beiträge, 30), Bologna-Berlino, Il mulino - Duncker & Humblot, 2015. ISBN 978-88-15-25383-5, pp. 151-164.
7. 1 2   Dolores Turchi, Maschere, miti e feste della Sardegna: dai Mamuthones alla Sartiglia, dai millenari riti agresti al culto delle acque, Cagliari, Edizioni Della Torre, 1990, ISBN 88-5412-345-5.
8. 1 2 3  C. G. Trocchi. Leggende e racconti popolari di Roma. Newton Compton, Roma, 1982.
9. ↑  Marisa Milani, Streghe, morti ed esseri fantastici nel Veneto oggi, Esedra editrice, Padova, 1994.

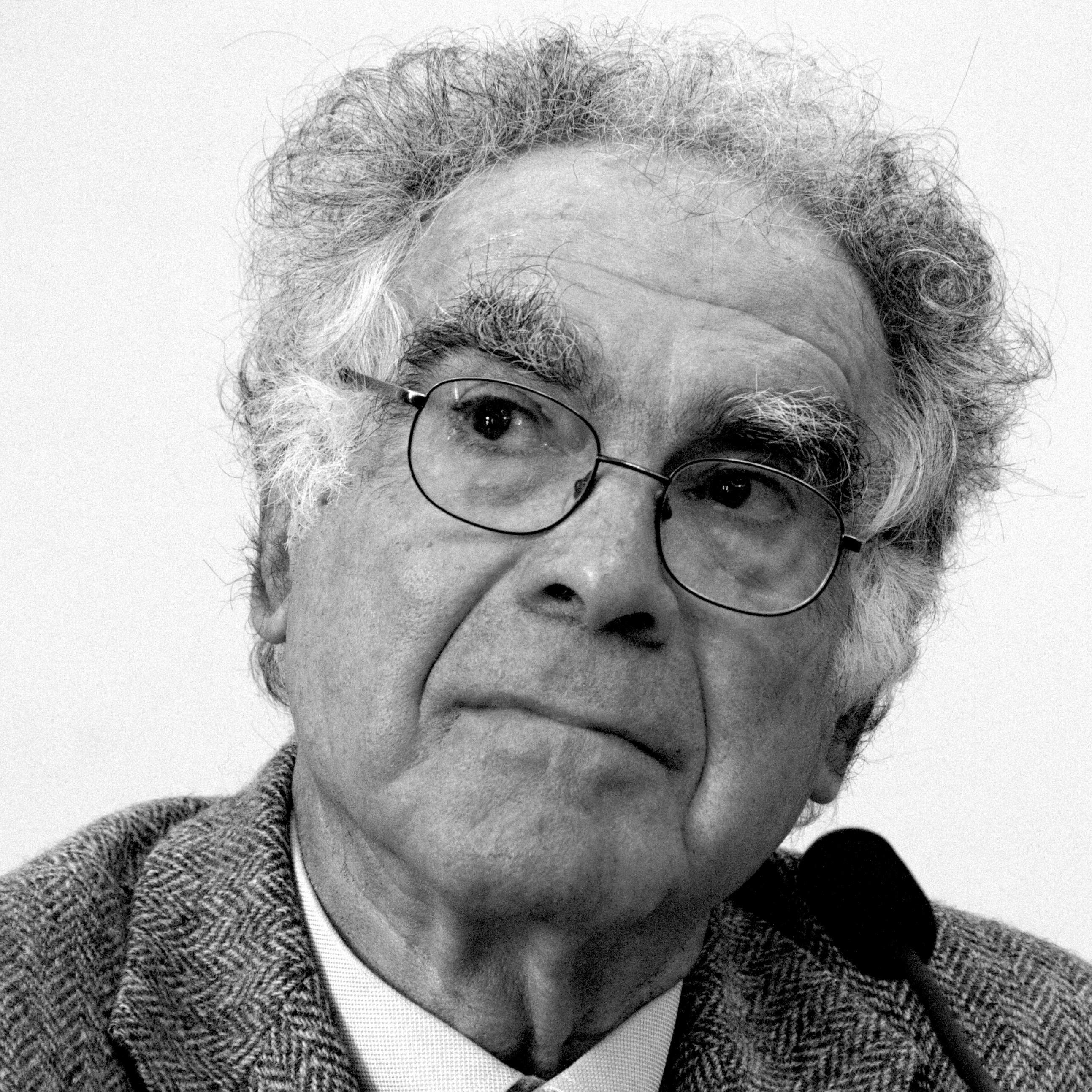
Carlo Ginzburg, uno dei maggiori storici della stregoneria in Italia e in Europa

10. 1 2 3 4  Luigi Boccia, Antonio Daniele, Arcistreghe. Origini e folklore della Stregoneria Campana, Edizioni Il Foglio, 2003.
11. 1 2  Giuseppe Pitrè. "Esseri soprannaturali e meravigliosi", in: "Usi, costumi, credenze e pregiudizi del popolo siciliano", vol. 4, Palermo, 1889.
12. 1 2  Aldo Onorati, Magia nera e riti satanici nei Castelli Romani, Armando, Roma, 1995
13. 1 2  Maria Pia Santangeli, Streghe, spiriti e folletti. L'immaginario popolare nei Castelli Romani e non solo, Edilazio, 2013.
14. ↑  Andrea Romanazzi, La Stregoneria italiana, Roma, Venexia 2007.
15. ↑  Andrea Romanazzi, Guida alla Streghe in Italia, Roma, Venexia 2009.
16. ↑  Satta Andrea, Sa Súrbile, tra stregoneria e sciamanesimo, in "Sardegna Mediterranea", n° 1, aprile 1997.
17. ↑   Claudia Ansevini, Guido Dall’Olio, Un processo per superstizione a Pesaro nel 1579, Università degli studi di Urbino, Facoltà di Lettere e Filosofia, 2011.
18. ↑  Sheanan e ArdathLili. ''Il Sabba italiano''. Edizione Privata, 2003
19. ↑  Dragon Rouge, La Vecchia Religione, Aradia Edizioni, 2004.
20. ↑  Alfredo Cattabiani, Calendario, Rusconi, 1988.
21. ↑  Alfredo Cattabiani, Lunario, Mondadori, 1994; nuova edizione riveduta e ampliata negli Oscar Mondadori 2002.
22. ↑  Nino Modugno. Il Mondo Magico della notte delle Streghe. Credenze e rituali che accompagnano il 24 Giugno. Hermes Edizioni, Maggio 2005.